# Stefan Klaus
Stefan Klaus (* 21. Juli 1977 in Schwäbisch Gmünd) ist ein ehemaliger deutsch-schweizerischer Handballspieler, der inzwischen als Co-Trainer der Handball-Bundesliga-Mannschaft von Frisch Auf Göppingen tätig ist.

## Leben
Stefan Klaus studierte 1997–2003 an der Eberhard-Karls-Universität (Lehramt- und Diplomsportabschluss). Er ist von Beruf Studiendirektor und Fachberater Sport Unterrichtsentwicklung (Fächer: Sport und Geografie). Seit 2005 unterrichtet er am Mörike-Gymnasium Göppingen.
Klaus ist verheiratet und wohnhaft in Donzdorf.

## Stationen als Spieler
Klaus spielte in den Jugendmannschaften des TV Nenningen, beim TV Weißenstein und in der SG Lauterstein.
Als aktiver Spieler durchlief er folgende Stationen:
- 1996/1997: SG Lauterstein
- 1997–2001: Frisch Auf Göppingen (2. Bundesliga und Bundesligaaufstieg)
- 2001: HSG Langenau/Elchingen (Doppelspielrecht) (3. Liga)
- 2001–2006: TV Kornwestheim (2. Bundesliga)
- 2006/2007: SG HBR Ludwigsburg (2. Bundesliga)
- 2007–2012: TSG Söflingen (3. Liga)
- 2012/13: SG Lauterstein (Handball-Oberliga Baden-Württemberg der Männer BWOL)

Stefan Klaus war Jugend- und Juniorennationalspieler (48 Länderspiele) mit der Teilnahme an der Junioren-WM 2007 Türkei. Zudem nahm er an der Militär-WM 2006 in Südkorea und Militär-WM 2007 in Deutschland (Warendorf) teil.

## Stationen als Trainer
Klaus hat seit 2003 die B-Trainer-Lizenz.
- seit 2007: Trainer beim Handballverband Württemberg
- 2012–2016: SG Lauterstein (BWOL)
- 2018–2019: TSB Schwäbisch Gmünd (Württemberg-Liga-Aufstieg und BWOL)
- Seit Februar 2023 Co-Trainer bei Frisch Auf Göppingen